# マキゾエホリック
『マキゾエホリック』は、東亮太による日本のライトノベル。イラストはNinoが担当。第10回スニーカー大賞奨励賞受賞作。角川スニーカー文庫（角川書店）より2006年1月から同年10月まで刊行された。
「ライトノベルや漫画、アニメ、ゲームに登場しがち」な人物が集まった「私立御伽学園1年乙組」の周りで起こる事件を描いている。「記号的なキャラクター」という批判的な言葉を逆手に取った作品で、クラス全員に記号を与えている。ストーリーはそうした記号を効果的に用いたミステリー仕立てになっており、学園ラブコメや侵略的SFといった要素も織りまぜている。
既刊3巻で、単行本未収録の短編が2本存在する（うち1本は電子書籍として販売）。作者は3巻の執筆中に「とある事情」によるシリーズの中断を聞かされるが、「いずれ再開したい」とも聞かされたため3巻は最終巻のような内容にはならなかった。2010年4月の時点では続刊の出る予定はまったくない。

## 登場人物

### 私立御伽学園1年乙組
クラスメイトは「勇者」に「ロボット乗り」、「幼馴染」に「メイド」に「電波」、「妖怪」に「吸血鬼」と普通の私立高校の中にあって、なぜか一箇所に記号的な人間が集められたクラス。ことあるごとに騒動を起こし、学校行事を滞らせている。周りのクラスは半ば諦観しており、大抵のことではもう驚かない。

#### 主人公
高浪 藍子（たかなみ らんこ） 【転校生】→【受難】
本作の主人公。これと言った特徴も特別な設定もないが、周囲の騒動に訳もなく巻き込まれるマキゾエ体質。ポニーテールが特徴。高校生になってから幾度となく転校を繰り返し、今は私立御伽学園1年乙組に落ち着いている。転校当初の灘英斗による記号は【転校生】だったが、もう一人の転校生・御伽太郎を巡る騒動 (Case1) を経て【受難】という記号を付けられる。他人に対しては終始敬語で会話するが、脳内では鋭角なツッコミが乱舞している。非常識な問題児だらけの乙組に対して始めは戸惑うが、徐々に馴染んでいく。
灘 英斗（なだ ひでと） 【委員長】
問題児だらけの乙組をまとめるクラス委員長であり、生徒監視委員。冷静で几帳面な性格。その上皮肉屋。いつも手帳を持ち歩き、ことあるごとに書き込む癖がある。騒動の当事者を動かさないことに変なこだわりを持っている。手帳の中の書き込みには名前を書かず、記号で簡潔に纏めている。嫌味にならない程度に撫で付けた髪型をしていて、夏でも丁寧にアイロン掛けされた制服を着ている。終始不機嫌そうな無表情で、口を開けば苦言・皮肉が飛び出す。中学校の頃は工藤と生徒監視委員だったという過去を持つ。

#### 1年乙組生徒名簿

##### 男子
伊万里 修（いまり おさむ）

狩野 比呂（かのう ひろ）

岸田 駆郎（きしだ くろう）

キルニカ

工藤 スグル（くどう スグル） 【黒幕】

倉時 孝助（くらとき こうすけ） 【女難】
乙組のほとんどの女子と何かで関わりを持つ体質。1巻ではそれを黒幕に利用された。
濃紫 小太郎（こむらさき こたろう） 【妖怪】
小柄で爪が鋭い。他人に化けられるが、化けたときに身につけていた物が一つでも欠けると元に戻れない。
菅原 稲美（すがわら いなみ） 【スパイ】

田崎 龍平（たざき りゅうへい） 【ロボット乗り】

東城 功（とうじょう いさお） 【召使い】
楓に付き従う。楓の台詞によると彼女に恋をしているらしい。
遠乃 キミオ（とおの キミオ） 【電波】

灘 英斗 【委員長】
主人公を参照。
BT-0 ネグ（ばとるたいぷぜろ ネグ） 【改造人間】

氷野 真砂（ひの まさご）

間宮 勇輝（まみや ゆうき） 【勇者】
イオンと同棲中。
渡辺 尚樹（わたなべ なおき） 【天使】

##### 女子
葦ヶ谷 伊織（あしがや いおり）

イオン＝セラモード6世 【姫】
勇輝と同棲中。回復魔法を魔源（マナ）により使えるらしい。
緒深田 麗乃（おみた うらの） 【メイド】
ドジッ娘。同級生にも敬語で、中身はメイドなのだが、良くミスをする。
帷子 ミリル（かたびら ミリル） 【吸血鬼】

クウ 【幻】

串原 真葉（くしわら まよ）

倉時 茶凪（くらとき さなぎ） 【妹】
孝助の妹。兄に恋心を抱いているらしい。
犀川 要（さいかわ かなめ） 【魔法少女】

高浪 藍子 【転校生】→【受難】
主人公を参照。
根室 アヤカ（ねむろ アヤカ） 【超能力者】

樋渡 萌華（ひわたり もえか） 【小人間】
伊織の薬により小さくされた。藍子たちより一歳上。
鬼灯 楓（ほおずき かえで） 【お嬢様】

焔邑 相馬（ほのむら そうま） 【巫女】

瑪瑙 凛（めのう りん） 【殺し屋】

百川 優（ももかわ ゆう） 【記者】

弥生 雛世（やよい ひなよ） 【幼馴染】

### その他
御伽 太郎 / 工藤 シオリ（おとぎ たろう / くどう シオリ）
工藤の妹。『Case1：転校生という名の記号』に登場。
鈴木 真里（すずき まり）
超古代文明アラクードの巫、ミシェル・エルフィーノを名乗る少女。1年丙組。『Case2：大邪神という名の記号』に登場。
冬麻 香織（とうま かおり）
真里の親友。1年丙組。『Case2：大邪神という名の記号』に登場。
永代 邦美（ながしろ くにみ）
演劇部の花形で真里や香織の先輩。2年甲組。『Case2：大邪神という名の記号』に登場。

## 評価
第10回スニーカー大賞にて奨励賞を受賞した（受賞時のタイトルは「君等の記号/私のジケン」）。同賞で審査員を務めたあかほりさとる、藤本ひとみ、水野良は本作について以下のように評している。

## 既刊一覧
- 東亮太（著）・Nino（イラスト） 『マキゾエホリック』 角川書店〈角川スニーカー文庫〉、全3巻
  1. 「転校生という名の記号」2006年2月1日初版発行（1月31日発売[7]）、ISBN 4-04-472001-0
  2. 「大邪神という名の記号」2006年5月1日初版発行（4月28日発売[8]）、ISBN 4-04-472002-9
  3. 「魔法少女という名の記号」2006年11月1日初版発行（10月31日発売[9]）、ISBN 4-04-472003-7